# 大分県立日出総合高等学校
大分県立日出総合高等学校（おおいたけんりつ ひじそうごうこうとうがっこう）は、大分県速見郡日出町にある県立の高等学校。

## 設置学科
- 農業経営科 - 1学級
- 機械電子科 - 1学級
- 総合学科 - 2学級3系列
  - 商業系列
  - 人文科学系列
  - 自然科学系列

## 概要
2013年（平成25年）4月に、大分県立日出暘谷高等学校と杵築市の大分県立山香農業高等学校とを統合して新設された。本校は主に日出暘谷高校の校地を使用し、山香農業高校の校舎を農業実習で使用する。
日出総合高校の開校に伴い、日出暘谷高校及び山香農業高校の募集は2013年度（平成25年度）入学分から停止され、両校は在校生が卒業する2015年（平成27年）3月に閉校した。

### 校名
校名は、2012年（平成24年）5月1日-5月31日に全国から公募され、応募総数1537件（629案）の中から、開校準備委員会によって6案に絞り込まれ、さらに開校支援委員会によって6案の中から大分県立日出高等学校と大分県立日出総合高等学校とが推薦され、7月11日に大分県教育委員会によって大分県立日出総合高等学校に決定されたものである。

### 校章
校章は、2012年（平成24年）7月1日-8月17日に全国から公募され、応募総数265点の中から、校章選定委員会によって5点に絞り込まれ、さらに開校支援委員会によって3点が推薦され、10月1日に日出総合高校校長によって決定されたもので、大分県立鶴崎工業高等学校産業デザイン科の生徒による作品である。

## 部活動
大分県立日出暘谷高等学校と合同で実施される。詳細については大分県立日出暘谷高等学校#部活動参照。

## 沿革
- 2012年（平成24年）7月11日 - 校名を大分県立日出総合高等学校に決定。
- 2012年（平成24年）10月1日 - 校章及び制服を決定。
- 2013年（平成25年）4月9日 - 開校式及び第1回入学式を挙行[6]

## 交通
- 鉄道 - 九州旅客鉄道（JR九州）日豊本線大神駅下車徒歩約8分。
- バス - 大分交通日出総合高校停留所下車すぐ。ただし、本停留所を通るバスは平日1日1本のみであり[7]、徒歩約9分の大神駅前停留所を通るバスの方が多い。